# Montalhon
Montalhon o Montalló (en francès Montaillou) és un comú occità que administrativament forma part de la regió d'Occitània, al departament de l'Arieja.